# Cupertino, Kalifornija
Cupertino je prigradski grad u okrugu Santa Clara u Kaliforniji, Sjedinjenim Američkim Državama. Smješten je zapadno od San Joséa na zapadnom obodu doline Santa Clara s dijelovima koji se nastavljaju na podnožja planine Santa Cruz. Grad je najpoznatiji kao sjedište tvrtke Apple Inc.

## Stanovništvo
Po popisu iz 2010., grad je imao 58.302 stanovnika.

## Vanjske poveznice
- Službena stranica